# Bassarona dunya

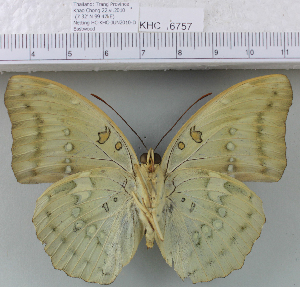
Flügelunterseite

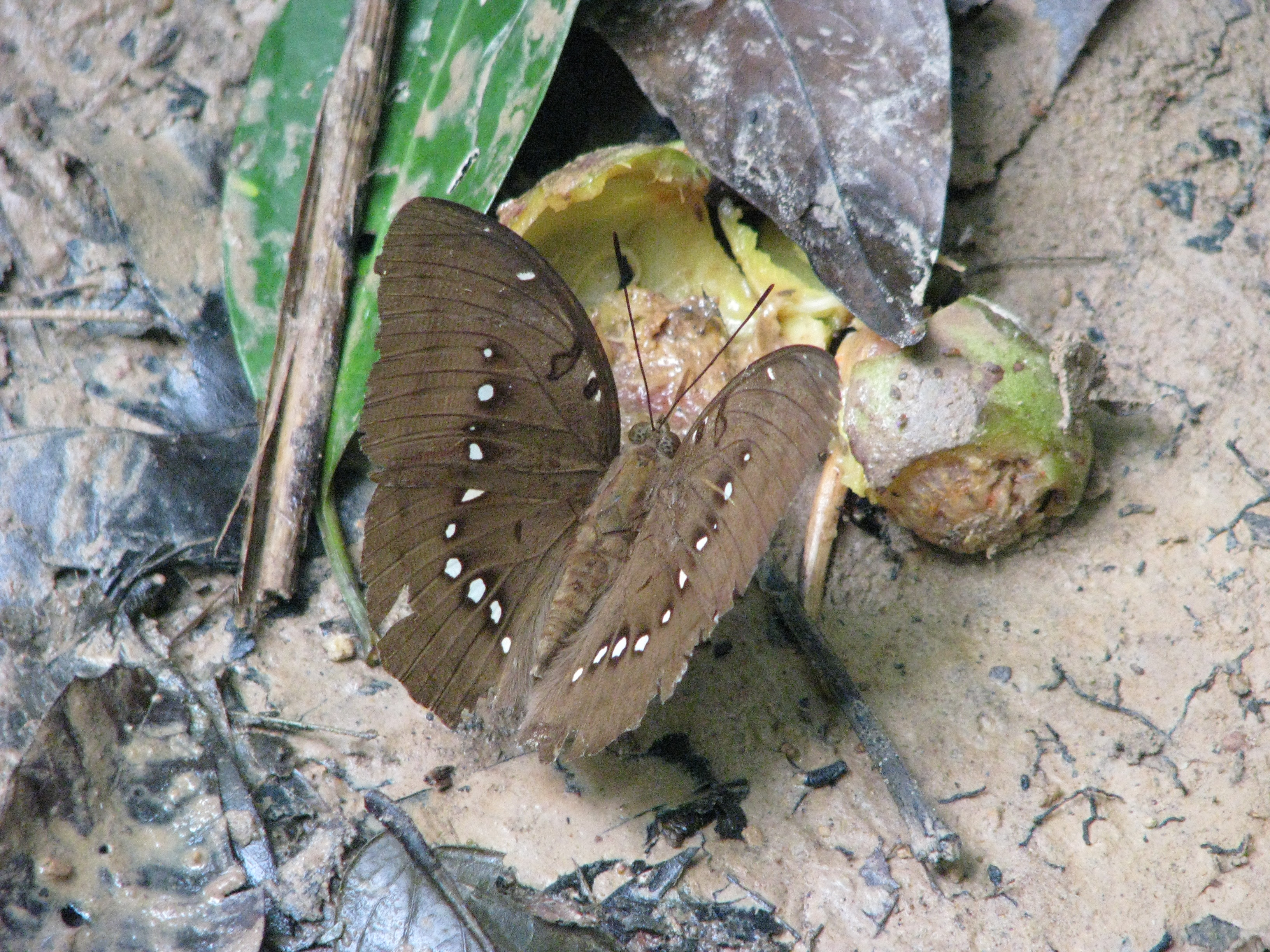
An einer Frucht saugender Falter

Bassarona dunya ist ein in Asien vorkommender Schmetterling (Tagfalter) aus der Familie der Edelfalter (Nymphalidae).

## Merkmale

### Falter
Die Flügelspannweite der Falter beträgt 75 bis 90 Millimeter. Die Flügeloberseiten zeigen bei Männchen und Weibchen eine nussbraune Grundfarbe. Über die Diskalregion beider Flügelpaare verläuft eine weiße, perlenkettenartige Fleckenreihe. Von den cremefarbenen Flügelunterseiten hebt sich die Fleckenzeichnung der Oberseiten nur undeutlich ab. Im englischen Sprachgebrauch wird die Art als The Great Marquis (Der große Markgraf), zuweilen auch als Pearl's Necklace (Perlenkette) bezeichnet.

### Präimaginalstadien
Die ersten Stände sind noch nicht beschrieben.

### Ähnliche Arten
Die Falter von Bassarona dunya sind unverwechselbar.

## Vorkommen, Unterarten und Lebensraum
Das Verbreitungsgebiet der Art erstreckt sich von Burma und Thailand bis nach Malaysia. In den einzelnen Vorkommensgebieten werden derzeit fünf Unterarten geführt. Bassarona dunya besiedelt bevorzugt tropische und subtropische Laubwälder.

## Lebensweise
Die Falter sind das ganze Jahr hindurch anzutreffen. Sie saugen gerne an überreifen Früchten. Details zur Lebensweise der Art müssen noch erforscht werden.